# 多夫霍韋 (別里斯拉夫區)
47°22′46″N 33°21′35″E / 47.37944°N 33.35972°E
多夫霍韋（烏克蘭語：Довгове）是位於烏克蘭南部的村莊，由赫爾松州別里斯拉夫區的大亚历山德里夫卡市镇負責管轄。該村始建於1812年，面積0.37平方公里，海拔高度18米，2001年人口168，人口密度每平方公里456.5人。